# Lake Pieman
Der Lake Pieman ist ein Stausee im Nordwesten des australischen Bundesstaates Tasmanien.
Er entstand durch das Aufstauen des Pieman River nach dem Bau des Reece-Staudamms rund acht Kilometer flussaufwärts der Siedlung Corinna.
Der See erstreckt sich vom Staudamm flussaufwärts bis nach Rosebery und nimmt den gesamten Mittellauf des Pieman River ein.